# Beecher (Illinois)
Beecher – wieś w Stanach Zjednoczonych, w stanie Illinois, w hrabstwie Will.